# アンリ・ブロカール
ピエール・ルネ・ジャン・バティスト・アンリ・ブロカール（仏: Pierre René Jean Baptiste Henri Brocard、1845年3月12日 - 1922年1月16日）はフランスの気象学者、数学者、特に幾何学者。最も偉大な功績に、ブロカール点、ブロカール三角形、ブロカール円の発見及び研究がある。
ネイサン・アルトシラー・コートは近世の三角形幾何学の共同創立者として、ルモワーヌ、ノイベルグ、そしてブロカールを挙げている。ブロカールは教育功労章とレジオンドヌール勲章、植民地勲章を受章している。
ブロカールは生涯のほとんどで、フランス海軍の士官として気象学を学んでいた。しかし気象学では有意な結果を残すことはできなかった。

## 経歴

### 早年
1845年3月12日、ムーズ県のヴィニョでエリザベス・オーギュスト・リウヴィル（Elizabeth Auguste Liouville）とジャン・セバスティアン・ブロカール（Jean Sebastien Brocard）の下に生まれる。少年期はマルセイユのリセ、その後ストラスブールのリセで学んだ。リセ卒業後、パリのエコール・ポリテクニークの入学試験の準備を始め、1865年に入学した。 

#### エコール・ポリテクニークと軍人時代

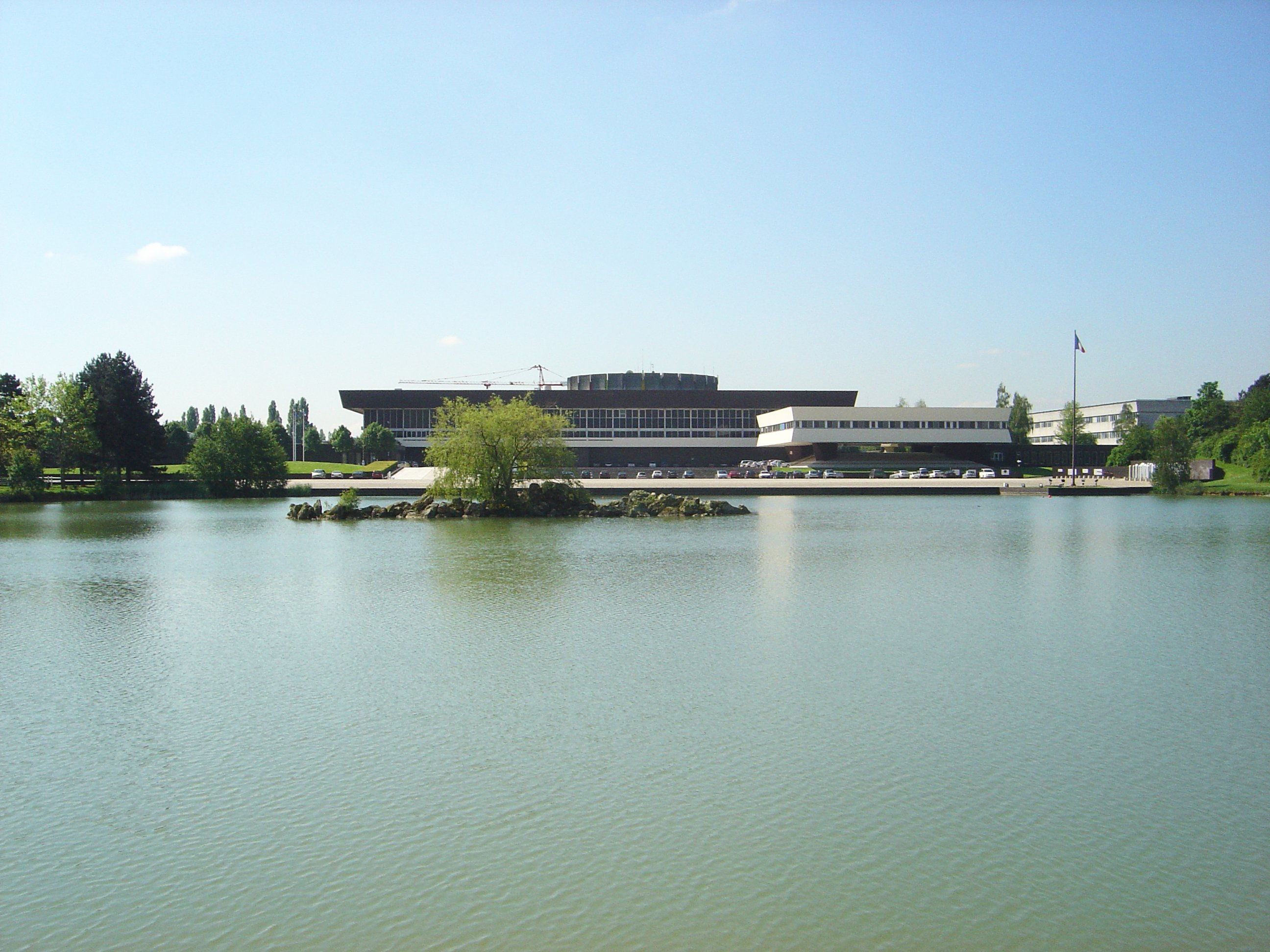
エコール・ポリテクニーク

1865年から1867年まで、エコール・ポリテクニークにて学んだ。
ブロカールが卒業した1866年当時、エコール・ポリテクニーク卒業後にフランス軍の技術士官となることは常識であった。ブロカールはフランス海軍の気象学者と一般技術者を進路に選択した。
ナポレオン三世がプロイセンとの開戦を宣言したことで、ブロカールはすぐに活躍の機会を得た。ブロカールは、パトリス・ド・マクマオンの導くライン川のフランス陸軍を解放するためのメスの120,000の軍勢に加わった。フランス軍はセダンの戦いで敗北し、ブロカールは約83,000人の戦闘員ともに捕虜となった。

### 中年期
捕虜から解放されたのち、元の地位に復帰して教職を続けた。また、ブロカールは Nouvelles Correspondances Mathématiques（Nouvelles Annales Mathématiquesとも）に数学の記事を発表した 。1873年、創立後わずか1年のフランス数学会に入った。更に1875年、フランス気象学会とフランス科学振興協会 に参加した。その後少しの間、アフリカ北部に派遣され、アルジェの駐留フランス軍の軍技術者として働いた。特に、1831年にフランスに占領されたオランに訪れた。

### ブロカール点の発見
フランス科学振興協会の会議中、自著の Etudes d'un nouveau cercle du plan du triangle を発表し、ブロカール点、ブロカール円、（第一）ブロカール三角形を紹介した。

### 後年

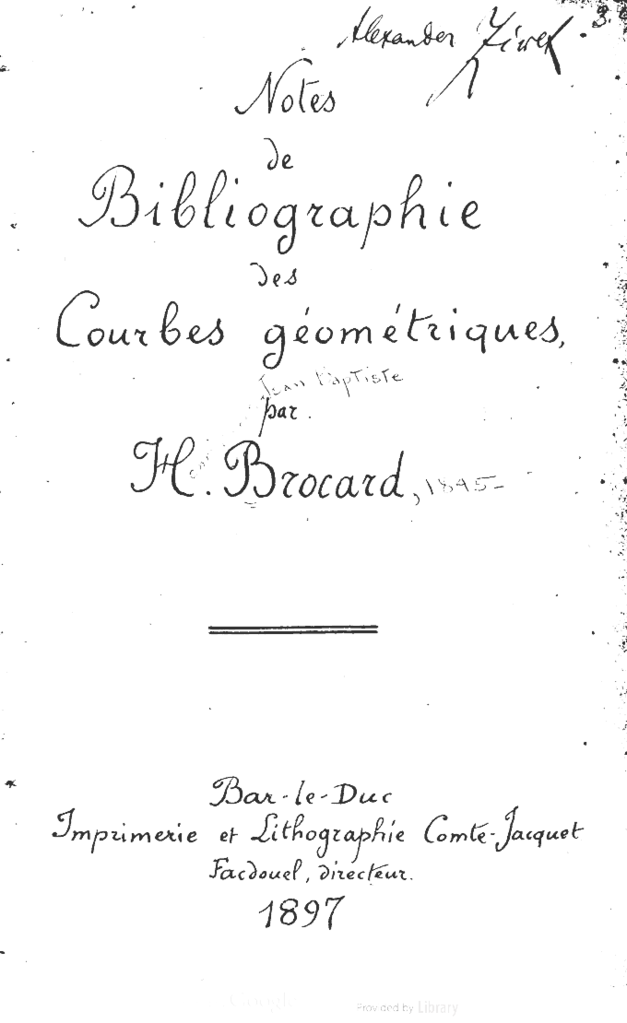
ブロカールの最初の論文 Notes de bibliographie des courbes géométriques

1884年、フランスに帰還したブロカールは、モンペリエ（後にバル＝ル＝デュック）の気象機関に勤務した。1910年、フランス陸軍の中佐の職を名誉退職した。現存するブロカールの出版物には Notes de bibliographie des courbes géométriques （1897, 1899年の二巻）と、 Courbes géométriques remarquables （1920年と没後の1967年の二巻）がある。Courbes géométriques remarquables はティモレオン・ルモワーヌとの共著であった。
ブロカールは、1897年にチューリッヒ、1900年にパリ、1908年にローマ、1912年にケンブリッジ、1920年にストラスブールで開催された国際数学者会議に参加している。
後年のブロカールはバル＝ル＝デュックで余生を過ごした。ブロカールは、バル＝ル＝デュックの Letters, Sciences, and Arts Society の会長を任された。また、いくつかの海外の学会の特派員、長年会員でもあったが、それらを辞退した。1922年1月16日、イングランドのロンドン、ケンジントンの旅行中に息を引き取った。

## 功績

### ブロカール点、ブロカール円、ブロカール三角形

ブロカール点

ブロカールのよく知られた数学の功績にブロカール点、ブロカール円、そしてブロカール三角形がある。ブロカール正点、または第一ブロカール点はユークリッド平面上の三角形において、3頂点と辺によって成す角が等しい点である。この角を三角形のブロカール角という。ブロカール円は外心と類似重心を結ぶ線分を直径とする円である。ブロカール円は2つのブロカール点を通る。ブロカール三角形は対応するブロカール点と頂点を結ぶ直線の交点が成す三角形である。ブロカール三角形の外接円はブロカール点となる。 

### 他の数学の功績
バル＝ル＝デュックで過ごす間、ブロカールは Etudes d'un nouveau cercle du plan du triangle など数学の論文をいくつか発表している。自身が解は3つだと考えた数学の問題であるブロカールの問題を提起した。 他にも、Analyse d'autographes et autres écrits de Girard Desargues にてジラール・デザルグの論文のタイトル DALG の意味を Des Argues, Lyonnais, Géometre の略であると予想している。

### 気象学
ブロカールは気象学の分野では重要な発見を成すことはできなかったが、アルジェでは、気象学の機関を創立し、フランス軍人時代には気象学の技術者を務めた。また、気象学の論文もいくつか出版している。

## 洞穴学
ブロカールは洞穴学にも興味を持ち、主にカルスト地形の研究を行った。